# Бесько, Базилий
Базилий Бе́сько (пол. Bazyli Beśko; 2 января 1894 года, Хрубешув — сентябрь 1917 года, Слэник-Молдова, Королевство Румыния) — польский актёр театра и кино.
Сын польского чиновника Клеменса-Феликса Бесько и его жены Игнатии Квятковской. 

## Биография
Родителями был отправлен учиться в Варшаву, где тренировал актёрское мастерство на частных занятиях, которые оплачивал отец. Базилий успел принять участие в съёмках фильма «Прусская культура» 1908 года, где оказался в массовке среди польских школьников. Сцена называлась «Порка детей». Базилий дебютировал в фильме «Безумный. Драма в Творках» 1912 году в роли врача психиатрической больницы. Выступал в театрах Варшавы: Большом театре и Летнем театре. Успел принять участие в массовке во время съёмки фильма «Костюшко под Рацлавицами» 1913 года в роли польского солдата.

## Первая Мировая война
После начала Первой мировой войны был мобилизован в 120-й Серпуховский пехотный полк в звании рядового. Погиб в бою на Румынском фронте в сентябре 1917 года. Похоронен в городе Слэник-Молдова.

## Фильмография
- 1908 — Прусская культура / Pruska kultura
- 1912 — Безумный. Драма в Творках / Obłąkany. Dramat w Tworkach
- 1913 — Костюшко под Рацлавицами / Kościuszko pod Racławicami

## Награды
- Георгиевский крест IV степени